# Верх-Чемская
Верх-Чемская — деревня, располагавшаяся на территории современного Советского района Новосибирска. Первое упоминание относится к 1734 году.

## История
По данным Г. Ф. Миллера в 1734 году уже существовала деревня «Чомская Малая», которая находилась «на западном берегу Оби, в полуверсте ниже устья впадающей (в неё) с запада Чомы и в трёх верстах ниже устья Берди».
Верх-Чемская находилась на близком расстоянии от Нижне-Чемской деревни и, вероятнее всего, была «концом» или «околотком» последней, вследствие этого число её жителей было незначительным и увеличивалось медленно.
В конце 1770-х годов в деревне жили лишь семьи Ф. Головина, А. Устинова и Е. Ананьина.
К 1823 году из первоначальных поселенцев проживали только Головины, к ним подселились Подкутины (2 семьи), Распутины (2 семьи), Зыряновы (1 семья). Всего в деревне жили 7 семей (21 ревизская душа), проживавшие в 5 дворах. Хозяйство околотка состояло из 50 голов скота и 20 десятин пашни. В хозяйственном отношении доминировали два двора братьев Ивана и Козьмы Головиных, которые пахали 13 десятин пашни и держали 30 голов скота. Из числа остальных семей деревни три семьи были бедными, две — неимущими.
В 1842 году в деревне по-прежнему было 5 дворов (13 ревизских душ), 29 десятин пашни и 50 голов скота. В хозяйственном плане доминировал Антон Козьмин Головин, которому принадлежало 18 десятин пашни и 30 голов голов скота, после его смерти большая часть скота и пашни в деревне принадлежало его 12-летнему сыну Якову.
В 1858 году в Верхне-Чемской также было 5 дворов, в ней проживала 31 душа обоего пола (15 муж. п.).
Головины предположительно были потомками томского боярского сына Моисея Ефремова Головина (Головиника, Головни), который принадлежал к числу «литовско-польских» военнопленных, оставшихся в Сибири. Он и его потомки в XVII и начале XVIII века несли службу в «иноземном полку» в Томске.

## Руководство
В 1823 году в должности старшины был житель «головного» Нижне-Чемского поселения Тимофей Иванов Половников, в качестве «добросовестных раскладчиков» налогов выступали Степан Банников и Степан Распутин.
В 1842 году печать на Окладной книге поставил старшина Василий Иванов Половников. Раскладывали налоги «под присягою и по справедливости» жители Нижнечемской Данило Мухин и Кондратий Быков.

## Уровень благосостояния
В среднем налог на одну семью в деревне составлял 6,85 рублей, с 1,7 душ заводских отработок. По этим данным из всех протогородских деревень Новосибирска Верхне-Чемская была самой бедной.